# مویولا
مویولا (به ایتالیایی: Moiola) یک کومونه در ایتالیا است که در استان کونیو واقع شده‌است.

## خصوصیات
مویولا ۱۴٫۹ کیلومترمربع مساحت و ۲۷۲ نفر جمعیت دارد و ۶۸۹ متر بالاتر از سطح دریا واقع شده‌است.